# Championnat d'Israël de football 2021-2022
Navigation
Édition précédente Édition suivante
La saison 2021-2022 est la 80e édition du championnat d'Israël de football. Elle oppose les quatorze meilleurs clubs d'Israël lors d'une première phase de vingt-six journées. À l'issue de cette première phase, les six premiers disputent la poule pour le titre, tandis que les huit derniers prennent part à la poule de relégation, qui voit les deux derniers être relégués en Liga Leumit.
Trois places qualificatives pour les compétitions européennes seront attribuées par le biais du championnat (1 place au deuxième tour de qualification de Ligue des champions 2022-2023 et 2 places au deuxième tour de qualification de Ligue Europa Conférence 2022-2023). Une place au deuxième tour de qualification pour la Ligue Europa Conférence est garantie au vainqueur de la State Cup.
Le Maccabi Haïfa est le tenant du titre.

## Participants
| \| Beitar Jérusalem Hapoël Nof HaGalil Ashdod Hapoël Tel-Aviv Hapoël Beer-Sheva Hapoël Haïfa Hapoël Kiryat Shmona Maccabi Haïfa Hapoël Jérusalem Maccabi Netanya Hapoël Hadera FC Maccabi Tel-Aviv Bnei Sakhnin Maccabi Petah-Tikva \| Localisation des clubs. |
| Beitar Jérusalem Hapoël Nof HaGalil Ashdod Hapoël Tel-Aviv Hapoël Beer-Sheva Hapoël Haïfa Hapoël Kiryat Shmona Maccabi Haïfa Hapoël Jérusalem Maccabi Netanya Hapoël Hadera FC Maccabi Tel-Aviv Bnei Sakhnin Maccabi Petah-Tikva                               |

Légende des couleurs
- Premier tour de qualification de la Ligue des Champions 2021-2022
- Premier tour de qualification de la Ligue Europa Conférence 2021-2022
- Promu de Liga Leumit 2020-2021

| Club                 | Classement 2020-2021 | Entraîneur          | Stade            | Capacité théorique |
| -------------------- | -------------------- | ------------------- | ---------------- | ------------------ |
| Maccabi Haïfa        | 1er                  | Barak Bakhar        | Stade Sammy-Ofer | 30 942             |
| Maccabi Tel-Aviv     | 2e                   | Patrick van Leeuwen | Stade Bloomfield | 29 400             |
| MS Ashdod            | 3e                   | Ran Ben Shimon      | Stade Yud-Alef   | 7 800              |
| Hapoël Beer-Sheva    | 4e                   | Ronny Levy          | Stade Turner     | 16 126             |
| Maccabi Petah-Tikva  | 5e                   | Guy Luzon           | Stade HaMoshava  | 11 500             |
| Hapoël Kiryat Shmona | 6e                   | Amir Nussbaum       | Stade municipal  | 5 300              |
| Maccabi Netanya      | 7e                   | Raymond Atteveld    | Stade de Netanya | 13 610             |
| Hapoël Hadera FC     | 8e                   | Meni Koretski       | Stade de Netanya | 13 610             |
| Hapoël Haïfa         | 9e                   | Haim Silvas         | Stade Sammy-Ofer | 30 942             |
| Beitar Jérusalem     | 10e                  | Erwin Koeman        | Stade Teddy      | 31 733             |
| Bnei Sakhnin         | 11e                  | Sharon Mimer        | Stade Doha       | 8 500              |
| Hapoël Tel-Aviv FC   | 12e                  | Nir Klinger         | Stade Bloomfield | 29 400             |
| Hapoël Nof HaGalil   | 1er (LL)             | Yaron Hochenboim    | Green Stadium    | 5 200              |
| Hapoël Jérusalem FC  | 2e (LL)              | Shay Aharon         | Stade Teddy      | 31 733             |

## Compétition

### Première phase
Le classement est établi sur le barème de points classique (victoire à 3 points, match nul à 1, défaite à 0).
| Rang | Équipe                | Pts | J  | G  | N  | P  | Bp | Bc | Diff |
| ---- | --------------------- | --- | -- | -- | -- | -- | -- | -- | ---- |
| 1    | Maccabi Haïfa T       | 59  | 26 | 18 | 5  | 3  | 62 | 19 | +43  |
| 2    | Hapoël Beer-Sheva     | 55  | 26 | 16 | 7  | 3  | 39 | 17 | +22  |
| 3    | Maccabi Tel-Aviv      | 53  | 26 | 16 | 5  | 5  | 48 | 31 | +17  |
| 4    | Bnei Sakhnin          | 42  | 26 | 12 | 6  | 8  | 28 | 29 | -1   |
| 5    | Maccabi Netanya       | 40  | 26 | 10 | 10 | 6  | 34 | 27 | +7   |
| 6    | Hapoël Tel-Aviv       | 38  | 26 | 10 | 8  | 8  | 36 | 31 | +5   |
| 7    | Hapoël Hadera         | 36  | 26 | 9  | 9  | 8  | 22 | 28 | -6   |
| 8    | Hapoël Kiryat Shmona  | 33  | 26 | 9  | 6  | 11 | 29 | 32 | -3   |
| 9    | Hapoël Haïfa          | 30  | 26 | 8  | 6  | 12 | 33 | 37 | -4   |
| 10   | MS Ashdod             | 27  | 26 | 8  | 3  | 15 | 28 | 44 | -16  |
| 11   | Hapoël Jérusalem FC P | 23  | 26 | 5  | 8  | 13 | 19 | 35 | -16  |
| 12   | Beitar Jérusalem      | 22  | 26 | 5  | 7  | 14 | 23 | 36 | -13  |
| 13   | Maccabi Petah-Tikva   | 21  | 26 | 5  | 6  | 15 | 27 | 37 | -10  |
| 14   | Hapoël Nof HaGalil P  | 20  | 26 | 4  | 8  | 14 | 20 | 45 | -25  |

Légende
- qualification pour la poule pour le titre
- qualification pour la poule de relégation

Abréviations
- T : Tenant du titre
- S : Vainqueur de la Supercoupe d'Israël
- P : Promus de Liga Leumit liga 2020-2021

| Résultats (▼dom., ►ext.)                                   | MHA | HBS | MTA | HTA | HHA | HAH | BNS | MNE | ASH | IKS | BEI | HNG | HJE | MPT |
| Maccabi Haïfa                                              |     | 1-2 | 3-2 | 2-0 | 5-1 | 1-0 | 2-1 | 2-0 | 6-0 | 4-0 | 2-1 | 1-1 | 1-1 | 2-0 |
| Hapoël Beer-Sheva                                          | 1-2 |     | 2-0 | 2-1 | 3-1 | 2-2 | 3-0 | 0-1 | 1-1 | 0-0 | 3-1 | 2-0 | 3-1 | 1-0 |
| Maccabi Tel-Aviv                                           | 2-1 | 1-0 |     | 1-1 | 2-0 | 3-0 | 1-1 | 2-2 | 0-2 | 1-0 | 3-1 | 1-1 | 1-0 | 1-1 |
| Hapoël Tel-Aviv                                            | 1-3 | 1-1 | 2-3 |     | 0-2 | 0-1 | 0-3 | 2-2 | 2-1 | 2-0 | 1-0 | 2-2 | 1-1 | 2-1 |
| Hapoël Haïfa                                               | 0-1 | 0-1 | 1-3 | 0-2 |     | 3-0 | 1-1 | 0-0 | 2-1 | 1-0 | 5-1 | 3-1 | 1-2 | 2-2 |
| Hapoël Hadera                                              | 0-0 | 1-2 | 0-2 | 0-3 | 1-0 |     | 2-1 | 1-1 | 2-1 | 2-0 | 1-0 | 0-0 | 0-0 | 1-4 |
| Bnei Sakhnin                                               | 0-6 | 0-0 | 3-1 | 1-0 | 2-2 | 1-0 |     | 1-3 | 0-1 | 0-3 | 2-0 | 2-0 | 2-1 | 1-0 |
| Maccabi Netanya                                            | 1-1 | 1-1 | 4-2 | 1-1 | 1-0 | 0-2 | 1-0 |     | 0-1 | 3-1 | 0-0 | 1-3 | 2-0 | 2-0 |
| MS Ashdod                                                  | 2-2 | 1-1 | 1-3 | 1-4 | 1-3 | 1-2 | 0-1 | 1-3 |     | 0-2 | 2-0 | 3-0 | 1-0 | 3-4 |
| Hapoël Kiryat Shmona                                       | 2-1 | 1-2 | 1-3 | 0-2 | 2-2 | 0-1 | 0-1 | 2-1 | 2-0 |     | 2-2 | 1-0 | 0-0 | 1-0 |
| Beitar Jérusalem                                           | 0-1 | 0-2 | 1-2 | 0-2 | 2-1 | 0-0 | 1-1 | 1-1 | 0-2 | 1-1 |     | 0-0 | 3-0 | 2-1 |
| Hapoël Nof HaGalil                                         | 0-4 | 0-2 | 1-3 | 2-2 | 0-1 | 1-1 | 1-2 | 0-1 | 2-0 | 2-6 | 1-0 |     | 0-0 | 1-0 |
| Hapoël Jérusalem FC                                        | 1-4 | 0-1 | 1-3 | 0-1 | 1-1 | 1-1 | 0-0 | 2-1 | 2-0 | 0-1 | 0-3 | 3-1 |     | 1-0 |
| Maccabi Petah-Tikva                                        | 0-4 | 0-1 | 1-2 | 1-1 | 2-0 | 1-1 | 0-1 | 1-1 | 0-1 | 1-1 | 0-3 | 4-0 | 3-1 |     |
| - Victoire à domicile - Match nul - Victoire à l'extérieur |     |     |     |     |     |     |     |     |     |     |     |     |     |     |

#### Poule pour le titre
Les clubs conservent la totalité des points acquis lors de la première phase.
| Rang | Équipe              | Pts | J  | G  | N  | P  | Bp | Bc | Diff |
| ---- | ------------------- | --- | -- | -- | -- | -- | -- | -- | ---- |
| 1    | Maccabi Haïfa T S   | 78  | 36 | 24 | 6  | 6  | 79 | 27 | +52  |
| 2    | Hapoël Beer-Sheva C | 70  | 36 | 20 | 10 | 6  | 53 | 30 | +23  |
| 3    | Maccabi Tel-Aviv    | 69  | 36 | 20 | 9  | 7  | 63 | 38 | +25  |
| 4    | Maccabi Netanya     | 52  | 36 | 13 | 13 | 10 | 47 | 41 | +6   |
| 5    | Hapoël Tel-Aviv FC  | 50  | 36 | 13 | 11 | 12 | 44 | 47 | -3   |
| 6    | Bnei Sakhnin FC     | 49  | 36 | 13 | 10 | 13 | 33 | 43 | -10  |

Qualifications européennes
- 1er : deuxième tour de qualification de la Ligue des champions 2022-2023
- 2e, 3e et 4e : deuxième tour de qualification de la Ligue Europa Conférence 2022-2023

Abréviations
- T : Tenant du titre
- C : Vainqueur de la Coupe d'Israël 2021-2022
- S : Vainqueur de la Supercoupe d'Israël 2021

| Résultats (▼dom., ►ext.)                                   | MHA | HBS | MTA | BNS | MNE | HTA |
| Maccabi Haïfa                                              |     | 2-0 | 1-3 | 1-0 | 4-0 | 3-0 |
| Hapoël Beer-Sheva                                          | 1-0 |     | 1-0 | 3-1 | 4-1 | 2-2 |
| Maccabi Tel-Aviv                                           | 1-1 | 1-1 |     | 0-0 | 2-1 | 5-0 |
| Bnei Sakhnin FC                                            | 0-3 | 1-1 | 1-0 |     | 1-1 | 0-0 |
| Maccabi Netanya                                            | 3-0 | 3-0 | 1-1 | 3-0 |     | 0-0 |
| Hapoël Tel-Aviv FC                                         | 0-2 | 2-1 | 0-2 | 2-1 | 2-0 |     |
| - Victoire à domicile - Match nul - Victoire à l'extérieur |     |     |     |     |     |     |

#### Poule de relégation
Les clubs conservent la totalité des points acquis lors de la première phase.
| Rang | Équipe                | Pts | J  | G  | N  | P  | Bp | Bc | Diff |
| ---- | --------------------- | --- | -- | -- | -- | -- | -- | -- | ---- |
| 7    | Hapoël Kiryat Shmona  | 50  | 33 | 14 | 8  | 11 | 48 | 39 | +9   |
| 8    | Hapoël Hadera FC      | 42  | 33 | 11 | 9  | 13 | 34 | 43 | -9   |
| 9    | MS Ashdod             | 39  | 33 | 12 | 3  | 18 | 37 | 52 | -15  |
| 10   | Beitar Jérusalem      | 37  | 33 | 9  | 10 | 14 | 35 | 44 | -9   |
| 11   | Hapoël Haïfa          | 35  | 33 | 9  | 8  | 16 | 36 | 47 | -11  |
| 12   | Hapoël Jérusalem FC P | 33  | 33 | 8  | 9  | 16 | 25 | 41 | -16  |
| 13   | Maccabi Petah-Tikva   | 27  | 33 | 6  | 9  | 18 | 34 | 49 | -15  |
| 14   | Hapoël Nof HaGalil P  | 27  | 33 | 6  | 9  | 18 | 25 | 53 | -28  |

Légende
- 13e et 14e : relégation en Liga Leumit

Abréviations
- P : Promus de Liga Leumit 2020-2021

| Résultats (▼dom., ►ext.)                                   | HAH | IKS | HHA | ASH | HJE | BEI | MPT | HNG |
| Hapoël Hadera FC                                           |     | 1-4 |     | 2-3 | 3-1 | 1-2 |     |     |
| Hapoël Kiryat Shmona                                       |     |     | 4-0 |     | 2-1 |     | 1-1 | 2-0 |
| Hapoël Haïfa                                               | 1-0 |     |     | 1-2 | 0-2 | 1-1 |     |     |
| MS Ashdod                                                  |     | 1-3 |     |     | 0-1 |     | 1-0 | 2-0 |
| Hapoël Jérusalem FC                                        |     |     |     |     |     | 0-1 | 1-0 | 0-0 |
| Beitar Jérusalem                                           |     | 3-3 |     | 1-0 |     |     | 2-2 |     |
| Maccabi Petah-Tikva                                        | 4-3 |     | 0-0 |     |     |     |     | 0-4 |
| Hapoël Nof HaGalil                                         | 0-2 |     | 1-0 |     |     | 0-2 |     |     |
| - Victoire à domicile - Match nul - Victoire à l'extérieur |     |     |     |     |     |     |     |     |

## Bilan de la saison
| Championnat d'Israël de football 2021-2022                        |                           |
| Champion                                                          | Maccabi Haïfa (14e titre) |
| Coupes et trophées                                                |                           |
| Vainqueur de la Coupe d'Israël 2021-2022                          | Hapoël Beer-Sheva         |
| Qualifications continentales                                      |                           |
| Ligue des champions de l'UEFA 2022-2023                           | Maccabi Haïfa             |
| Ligue Europa Conférence 2022-2023                                 | Hapoël Beer-Sheva         |
| Ligue Europa Conférence 2022-2023                                 | Maccabi Tel-Aviv          |
| Ligue Europa Conférence 2022-2023                                 | Maccabi Netanya           |
| Promotions et relégations                                         |                           |
| Promus en Championnat d'Israël de football                        | Maccabi Bnei Reineh       |
| Promus en Championnat d'Israël de football                        | Sektzia Nes Tziona        |
| Relégués en Championnat d'Israël de football de deuxième division | Maccabi Petah-Tikva       |
| Relégués en Championnat d'Israël de football de deuxième division | Hapoël Nof HaGalil        |